# Museo dell'arte del novecento e del contemporaneo
Il Museo dell'arte del novecento e del contemporaneo è un museo d'arte contemporanea con sede nel centro storico di Sassari.
Inaugurato nel 2008 recuperando gli spazi dell'ex convento del Carmelo, viene gestito dalla Provincia di Sassari e nasce per raccogliere in un'unica sede l'intera collezione delle opere di Giuseppe Biasi.

## Mostre temporanee
- Nuragica. La civiltà Nuragica come non l’hai mai vista. (4 gennaio - 25 febbraio 2018)
- menotrentuno_03 giovane violenza (13 gennaio - 26 febbraio 2012)
- Mario Sironi (25 giugno - 18 settembre 2011)
- Anni '70. Fotografia e vita quotidiana (23 ottobre 2009 - 17 gennaio 2010)
- XIX Biennale dell'Artigianato sardo (26 giugno - 29 agosto 2009)
- Giuseppe Biasi - La collezione della Regione Sardegna (19 giugno - 20 settembre 2008)